# Líbiai Elnöki Tanács
Az Elnöki Tanács (arabul المجلس الرئاسي) egy testület Líbiában, amelyet a 2015. december 17-én aláírt politikai megállapodás alapján hoztak létre, és az államelnöki funkciókat tölti be, valamint Líbia haderejének parancsnokáét. A megállapodást egyhangúlag üdvözölte az ENSZ Biztonsági Tanácsa, és ez alapján a Nemzeti Megállapodás Kormányát (NMK) ismerte el Líbia egyetlen legitim kormányának. Az Elnöki Tanács az MNK felett áll.

## Fordítás
Ez a szócikk részben vagy egészben  a   Presidential Council (Libya) című angol Wikipédia-szócikk ezen változatának fordításán alapul.  Az eredeti cikk szerkesztőit annak laptörténete sorolja fel. Ez a jelzés csupán a megfogalmazás eredetét és a szerzői jogokat jelzi, nem szolgál a cikkben szereplő információk forrásmegjelöléseként.